# Сосна раскидистая
Сосна раскидистая, или поникшая, или жёлтая мексиканская, или поникающая, или мексиканская плакучая (лат. Pínus patula) — вид растений рода Сосна (Pinus) семейства Сосновые (Pinaceae).

## Ботаническое описание

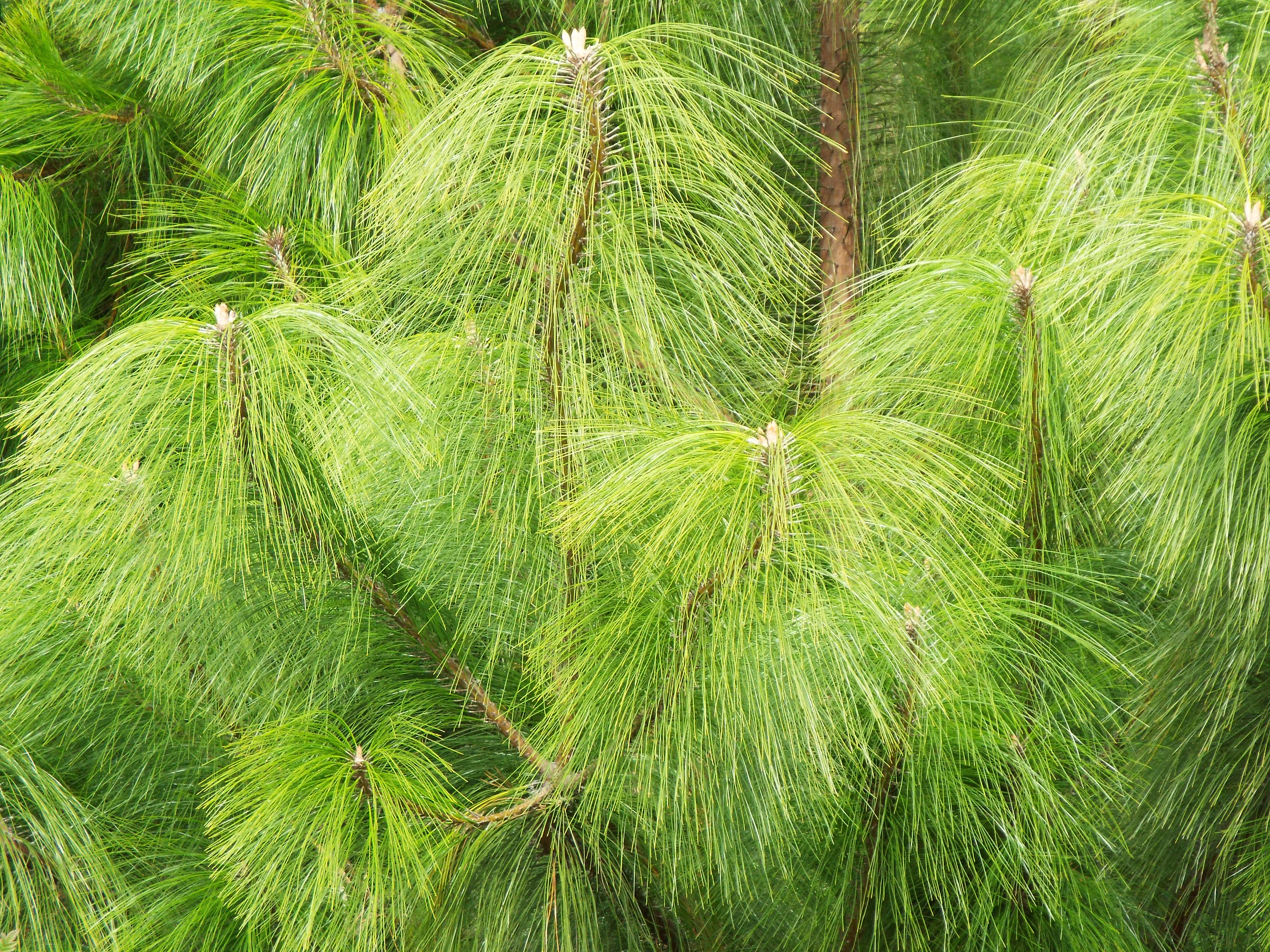
Хвоя сосны раскидистой

Дерево высотой 20—25 метров. Ствол часто на небольшой высоте разветвляется на два или более ведущих побега. Ветви длинные, относительно тонкие, раскидистые. Кора ствола красно-бурая, пластинчатая.
Хвоя в пучке по 3, изредка по 4 и 5, светло-зелёная свисающая или раскидистая, тонкая, густая, длиной 15—22 см и шириной 1 мм.
Шишки матово-светло-коричневые, длиной 7—10 см, в мутовках по 2—5, яйцевидно-конические, несимметричные. Черешки короткие.
Семена 0,5 см длиной, трёхгранные, серые с чёрными пятнышками. Крыло 2,2—1,8 см длиной.

## Экология
Относительно быстрорастущий, теплолюбивый и влаголюбивый вид.

## Распространение
Тёплые субтропические районы центральных и восточных штатов Мексики.

## В культуре
Сосна раскидистая — одна из самых красивых сосен. Очень эффектна в виде солитеров или в небольших рыхлых группах. 
В СССР испытывалась в Никитском ботаническом саду, но там не прижилась. Не редко встречается в парках на Черноморском побережье Кавказа от Сочи до Батуми, где растёт хорошо. В Адлере в 25 лет имеет высоту 8 м, диаметр ствола 21 см, диаметр кроны 6×8 м. В Сухуми, в парке Синоп в 55 лет имеет высоту 25 м, диаметр ствола 70 см, диаметр кроны 12,5 м. В более холодных областях бывшего СССР не выживает.
Культивируется в Англии. Вид получил премию Award of Garden Merit.

## Таксономия
Pinus patula Schiede ex Schltdl. & Cham., Linnaea 6: 354. 1831.

### Синонимы
- Pinus patula var. macrocarpa Mast., 1891[5]

### Подвиды
- Pinus patula var. longipedunculata Loock ex Martínez,  Pinos Mexic. ed. 2: 333. 1948.